# ریچموند (انتاریو)
ریچموند، انتاریو (انگلیسی: Richmond, Ontario) یک روستا و شهرداری سابق در محدوده شهر اتاوا، انتاریو، کانادا است. این روستا در سال ۱۸۱۸ تأسیس شد و رودخانه جوک، شاخه ای از رود ریدو از آن می‌گذرد. مانند بسیاری از جوامع در شرق انتاریو، ریچموند چندین جمعیت منحصر به فرد را در خود جای داده‌است. برخی از ساکنان ریشه‌های تاریخی و اقتصادی در منطقه نزدیک دارند.